# Marie Rönnebeck
Marie Rönnebeck (* 1981 in Magdeburg, DDR) ist eine deutsche Schauspielerin.

## Leben
Rönnebecks Vater ist der Schauspieler Uwe Karpa, ihre Mutter war Balletttänzerin. Im Alter von sechs Jahren gab sie ihr Schauspieldebüt in einem Stück ihres Vaters. Danach war sie in der Theatergruppe ihrer Schule aktiv. Nach dem Abitur zog sie nach Berlin. 2001 drehte sie ihren ersten Kurzfilm, danach spielte sie im Alphateam mit, wo auch ihr Vater über Jahre mitwirkte. Von 2001 bis 2002 hatte sie Schauspielunterricht bei Justus Carrière. Anschließend machte sie verschiedene Camera-Acting-Workshops bei Kirschcoaching. Sie spielte 2004 im Film Hallesche Kometen aus der Reihe Ostwind, der 2005 den Filmpreis des saarländischen Ministerpräsidenten beim Max-Ophüls-Festival erhielt. Seither ist sie häufig Gast im Deutschen Fernsehen.
Im Februar 2021 war Rönnebeck Teil der Initiative #ActOut im SZ-Magazin, zusammen mit 184 anderen lesbischen, schwulen, bisexuellen, queeren, intergeschlechtlichen und transgender Personen aus dem Bereich der darstellenden Künste.
Rönnebeck lebt in Berlin.

## Filmografie (Auswahl)
- 2002: Liebst du mich (Kurzfilm)
- 2003: Alphateam – Die Lebensretter im OP (Fernsehserie, Folge: Wie bitte?)
- 2005: Hallesche Kometen
- 2005: Der Dicke (Fernsehserie, Folge: Kleine Fische)
- 2005: Die Diebin und der General (Fernsehfilm)
- 2005: Schulmädchen (Fernsehserie, zweite Staffel mit acht Folgen)
- 2005: Sackratten (Kurzfilm)
- 2005: Futschicato
- 2005: Nachtasyl (Fernsehfilm)
- 2006–2013: SOKO Leipzig (Fernsehserie, drei Folgen)
- 2006: Jean-Paul und Liesa (Kurzfilm)
- 2006–2007: Hinter Gittern – Der Frauenknast (Fernsehserie, als Miriam Jördens)
- 2006: Crazy Race 3 – Sie knacken jedes Schloss (Fernsehfilm)
- 2007: GSG 9 – Ihr Einsatz ist ihr Leben (Fernsehserie, Folge Feuertaufe)
- 2007: Eine Liebe in der Stadt des Löwen (Fernsehfilm)
- 2008: Liebesgruß an einen Engel (Fernsehfilm)
- 2008: Rosamunde Pilcher – Eine Liebe im Herbst (Fernsehfilm)
- 2009: Joanna Trollope: In Boston liebt man doppelt (Fernsehfilm)
- 2009: In aller Freundschaft (Fernsehserie, Folge 430 – Ungleiche Paare)
- 2010: 380.000 Volt – Der große Stromausfall (Fernsehfilm)
- 2011: Der letzte Bulle (Fernsehserie, Folge Ich sehe was, was Du nicht siehst)
- 2011: Heiter bis tödlich: Nordisch herb (Fernsehserie, zwei Folgen)
- 2012: Cloud Atlas
- 2012: SOKO Köln (Fernsehserie, Folge Mord nach Mitternacht)
- 2012: Die Draufgänger (Fernsehserie, Folge Tränenmeer)
- 2013: Der Tote im Eis (Fernsehfilm)
- 2013: Der Lehrer (Fernsehserie, Folge Einfach meine Freundin vögeln)
- 2013: Heldt (Fernsehserie, Folge Tod in der Nachbarschaft)
- 2013: Schmidt – Chaos auf Rezept (Fernsehserie, Folge Atemlos)
- 2013: Inga Lindström – Der Traum vom Siljansee
- 2014: Kreuzfahrt ins Glück (Fernsehserie, Folge Dubai)
- 2014, 2023: SOKO Stuttgart (Fernsehserie, Folgen Das Schlitzohr, Nur 5 Stunden)
- 2014: Der Bergdoktor (Fernsehserie, Folge Schicksalsschläge)
- 2015: Besuch für Emma
- 2015: Tatort – Die Wiederkehr
- 2015: In aller Freundschaft – Die jungen Ärzte (Fernsehserie, Folge Ehrlichkeit)
- 2016: SOKO Wismar – Klub der Aufreißer
- 2017: Notruf Hafenkante (Fernsehserie, Folge Engel)
- 2017: Hubert und Staller (Fernsehserie, Folge Steg mit Aussicht)
- 2017: Die Bergretter (Fernsehserie, Folge Mutterliebe)
- 2017–2018: Professor T. (Fernsehserie, acht Folgen)
- 2019: Notruf Hafenkante (Fernsehserie, Folge Entführt)
- 2019: Das Märchen von den zwölf Monaten (Märchenfilm)
- 2020: Alarm für Cobra 11 – Die Autobahnpolizei (Fernsehserie, Folge Kollision)
- 2021: Der Lehrer (Fernsehserie, Folge Vergessen Sie Ihre Hände nicht)
- 2021: SOKO Potsdam (Fernsehserie, Folge Verlust)
- 2022: Letzte Spur Berlin (Fernsehserie, Folge Spurlos über Bord)
- 2022: SOKO Wismar (Fernsehserie, Folge Das größere Übel)
- 2022: Erzgebirgskrimi  (Fernsehserie, Folge Ein Mord zu Weihnachten)
- 2023: Eine Billion Dollar (Fernsehserie)